# Dia da Fraternidade Universal

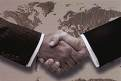
Aperto de mão representando a fraternidade universal.

O Dia da Fraternidade Universal ou Dia da Confraternização Universal é um feriado nacional no Brasil, comemorado no dia 1 de janeiro. Foi instituído por lei em 1935, por Getúlio Vargas.
Também é feriado sob este nome em Portugal, onde foi instituído pelos vitoriosos Republicanos após a Implantação da República Portuguesa a 5 de Outubro de 1910.